# Oldřich Homuta
Oldřich Homuta byl český elektrotechnik, vynálezce remosky, která je s menšími modifikacemi používána dodnes.
Homuta před druhou světovou válkou vlastnil malou firmu na výrobu elektromotorů. Po znárodnění se stala součástí firmy Remos, a tak se Oldřich Homuta stal pracovníkem této firmy. Během návštěvy Švédska v 50. letech si v obchodech všiml elektrického hrnce. Překvapilo ho ovšem, že v hrnci lze jen vařit, nikoli péct. Ihned ho napadlo, že by takový elektrický hrnec šlo vyrobit. Po návratu do Československa se s nápadem svěřil kolegům, elektrotechnikům Jindřichu Uherovi a Antonínu Tyburcovi, a společně začali pracovat na prototypu. První prototyp vznikl v roce 1953. Zpočátku mu říkali HUT (zkratka Homuta, Uher, Tyburec). Vynález však v Remosu nevzbudil valný zájem. Teprve roku 1964 byl vynález patentován a výroba se rozjela na plno. Nazván byl dle výrobního podniku - remoska.